# Bill Aylesworth
 (juin 2024).
Si vous disposez d'ouvrages ou d'articles de référence ou si vous connaissez des sites web de qualité traitant du thème abordé ici, merci de compléter l'article en donnant les références utiles à sa vérifiabilité et en les liant à la section « Notes et références ».
 (juin 2024).
- Si vous ne connaissez pas le sujet, laissez ce bandeau (vous pouvez alors contacter les auteurs).
- Si vous supprimez le contenu mis en cause (vous pouvez préalablement contacter les auteurs),

argumentez précisément cette suppression dans la page de discussion
(un manque de référence n'est pas un argument ; une recherche réelle de référence doit avoir été effectuée, être formellement documentée).
Bill Aylesworth (William Andrew Aylesworth) est un acteur, musicien, scénariste et producteur  américain  né le 9 août 1965  à  Southampton, New York (États-Unis).

## Biographie
Né William Andrew Aylesworth à Southampton sur Long Island, New York et élevé à Malibu, en Californie. Étudiant au Berklee College of Music à Boston, Massachusetts. Diplômé de Dick Grove Music School à Studio City, Californie. Ancien chef du marketing et de la distribution de Vidatron Entertainment Group, Inc. à Vancouver, en Colombie-Britannique. Ancien directeur des ventes de TMW Media Group in Marina Del Rey, CA et président de Great Scott Presentations, LLC à Malibu, en Californie. Il est un double citoyen (États-Unis / Canada). Fils de Nancy Atchison-Aylesworth et John Aylesworth. Frère aîné de Thomas Aylesworth. Stepbrother of Gregory Stogel. Stepson de Lenny Stogel (en), directeur des groupes de rock  Tommy James, Tommy James et The Shondells, Gentle Giant, The Cowsills, Redbone et  Sam the Sham et The Pharaohs. Petit-fils de Ray Eberle (en), chanteur de Glenn Miller et de son orchestre. Guitariste et chanteur pour Los Angeles rétro-bande Flashback. Bill a également joué ou enregistré avec des membres de Earth Wind & Fire, The Grass Roots, Little Feat, Tyranny, Bachman - Turner Overdrive, Billy Cowsill, Frances Plante-Scott (en), Rose Royce, Buffalo Springfield Revisited, etc. Il a fréquenté l'école élémentaire Webster, Malibu Park Jr. High et Santa Monica High School.

## Jeunesse
Bill (alias Billy) est né à Southampton, New York et a vécu avec sa famille à Manhattan jusqu'à l'âge de presque trois ans. Le sien père, John Aylesworth, était un écrivain de l'émission de variétés musicales à succès Hullabaloo. La famille a déménagé à Beverly Hills, en Californie, à la fin de 1967. La famille a ensuite déménagé dans la colonie de Malibu en 1971 lorsque le sien mère Nancy Atchison-Aylesworth (née Eberle (en)) a épousé le promoteur de concerts Lenny Stogel (en).

## Carrière
L'expérience de William comprend le travail dans toutes les facettes de l'industrie du divertissement. Il a beaucoup travaillé dans la production cinématographique et télévisuelle, et a passé plus d'une décennie à travailler dans les ventes de diffusion et la distribution de divertissement à domicile au Canada et aux États-Unis.
Le fils du scénariste-producteur de télévision canadien John Aylesworth (Hee Haw, The Sonny & Cher Show, The Judy Garland Show, Front Page Challenge) et petit-fils de Ray Eberle (The Glenn Miller Orchestra). Son beau-père Leonard Stogel était le directeur de  Tommy James & The Shondells, The Cowsills, Sam the Sham and the Pharaohs, et a produit les festivals de musique rock California Jam, Cal Jam 2 et Canada Jam.
Il a commencé sa carrière dans la vente audio/vidéo. Bill était également acteur et musicien, dirigeant de nombreux groupes et jouant ou enregistrant avec des membres de Flashback, Earth Wind & Fire, The Grass Roots, Tyranny, Bachman–Turner Overdrive, Billy Cowsill, Frances Plante-Scott, Rose Royce, Buffalo Springfield Revisited , et plus. Il est également apparu dans de nombreux programmes de cinéma et de télévision en tant qu'acteur. Bill a réintégré et est actuellement le guitariste principal pour le métal épique band  tyrannie.
Les projets de William ont été sélectionnés ou produits par Vin Di Bona Productions, Dick Clark Productions, Janson Media, CBC, Knowledge Network, Alberta Access TV et d'autres. Bill a écrit et produit des émissions télévisées et vidéo pour la Société Radio-Canada, TV Ontario et Vidatron Entertainment Group au Canada, ainsi que pour divers diffuseurs américains.

## Filmographie

### Comme acteur
- 1983 : Le Retour de Max Dugan (en) (Max Dugan Returns) : Chris
- 1986 : Si c'était demain ("If Tomorrow Comes") (feuilleton TV) : Street Punk
- 1987 : Crack: The Big Lie de Mark Jean : Jocko (as Billy Aylesworth)
- 1987 : Tueur du futur (Timestalkers) (TV) : Young Guy in Street

### Comme scénariste
- 1996 : Adrienne Clarkson Presents: A Tribute to Peppiatt & Aylesworth: Canada's First Television Comedy Team (TV)

### Comme producteur
- 1996 : Adrienne Clarkson Presents: A Tribute to Peppiatt & Aylesworth: Canada's First Television Comedy Team [3] (TV)
- 2011 : Bed & Blessings (TV)
- 2019 : The Shasta Triangle (Film)

## Discographie partielle
- 1983 : Nuclear Blues[FLASHBACK]
- 2003 : Conspiracy Cocktail Frances Plante-Scott
- 2004 : Organic Plante  Frances Plante-Scott
- 2007 : The Manipulation Continues TYRANNY
- 2021 : Epic Metal TYRANNY